# The Game Awards 2023
The Game Awards 2023 fue una gala de premios que galardonó a los mejores videojuegos de 2023. Fue el décimo espectáculo presentado por Geoff Keighley, creador y productor de The Game Awards, celebrado con público en directo en el Peacock Theater de Los Ángeles, California, el 7 de diciembre de 2023. La ceremonia previa al espectáculo fue presentada por Sydnee Goodman. El evento se retransmitió en directo a través de plataformas en línea de todo el mundo. Contó con actuaciones musicales de Loren Allred, Heilung y Old Gods of Asgard, y presentaciones de invitados famosos, como Timothée Chalamet, Christopher Judge y Matthew McConaughey.
Baldur's Gate 3 lideró la gala con nueve nominaciones y seis victorias, entre ellas las de Juego del Año y Mejor Interpretación para Neil Newbon. Durante la gala se anunciaron varios juegos nuevos, entre ellos Marvel's Blade, Lost Records: Bloom & Rage y Visions of Mana. El espectáculo fue visto por más de 118 millones de streams, el mayor número de su historia, con más de 17.000 co-streams de creadores de contenidos. Los periodistas criticaron el programa por dar prioridad a los anuncios y a los famosos sobre los premios, y por su falta de reconocimiento de los despidos en la industria y de la actual crisis humanitaria de Gaza.

## Antecedentes
Al igual que en anteriores ediciones de The Game Awards, el presentador y productor de la edición de 2023 fue el periodista canadiense Geoff Keighley. Volvió como productor ejecutivo junto a Kimmie Kim, y Richard Preuss y LeRoy Bennett regresaron como director y director creativo, respectivamente. Sydnee Goodman volvió como presentadora del preestreno de 30 minutos, titulado Opening Act. La presentación tuvo lugar en el Peacock Theater de Los Ángeles, California, el 7 de diciembre de 2023, y se retransmitió en directo en más de 30 plataformas en línea de todo el mundo, como Facebook, Instagram, Steam, TikTok, Twitch, X y YouTube.
Las entradas para el público se pusieron a la venta el 6 de noviembre, y se agotó en una semana, más rápido que cualquier año anterior. El espectáculo aumentó la seguridad tras las interrupciones del escenario en la ceremonia anterior, en diciembre de 2022, y en el Opening Night Live de Gamescom, en agosto de 2023. Según Keighley, el espectáculo y el preestreno tendrán una duración conjunta de tres horas, como su predecesor. The Game Awards 2023 fue la cuarta edición en la que se presentó Future Class, una lista de 50 personas de todo el sector de los videojuegos que mejor representan su futuro, organizada por Keighley y Emily Bouchac. La lista se anunció el 5 de diciembre y en ella aparecen personas como la guionista de Marvel's Midnight Suns Emma Kidwell, el jefe de diseño de experiencia de Los Sims 4 Alister Lee y el consultor de accesibilidad Ross Minor.

### Anuncios
Según Keighley, el programa evitó el término «estreno mundial» para los nuevos anuncios, y en su lugar trató todos los contenidos por igual. Se anunciaron los juegos lanzados y los de próxima aparición:
- Apex Legends
- Arknights: Endfield
- As Dusk Falls
- Asgard's Wrath 2
- Baldur's Gate 3
- Black Myth: Wukong
- Brothers: A Tale of Two Sons
- Dave the Diver
- Dragon Ball: Sparking! Zero
- Final Fantasy VII Rebirth
- Final Fantasy XVI
- The Finals
- The First Descendant
- Fortnite Rocket Racing
- God of War: Ragnarök
- GTFO
- Guilty Gear Strive
- Honkai: Star Rail
- Lego Fortnite
- Metaphor: ReFantazio
- No Man's Sky
- The Outlast Trials
- Palia
- Persona 3 Reload
- Prince of Persia: The Lost Crown
- Ready or Not
- Rise of the Rōnin
- Senua's Saga: Hellblade II
- Skull and Bones
- Stormgate
- Suicide Squad: Kill the Justice League
- Warhammer 40,000: Rogue Trader
- Warhammer 40,000: Space Marine 2
- Zenless Zone Zero

Entre los nuevos juegos anunciados figuran:
- Big Walk
- Juego Crazy Taxi sin título
- Den of Wolves
- Exoborne
- Exodus
- Juego de Golden Axe sin título
- Harmonium: The Musical
- Juego de Jet Set Radio sin título
- Jurassic Park: Survival
- Kemuri
- Last Sentinel
- Light No Fire
- Lost Records: Bloom & Rage
- Marvel's Blade
- Mecha Break
- Monster Hunter Wilds
- No Rest for the Wicked
- OD
- Pony Island 2: Panda Circus
- Juego de Shinobi sin título
- Streets of Rage: Revolution
- Tales of Kenzera: Zau
- The Casting of Frank Stone
- The First Berserker: Khazan
- The Rise of the Golden Idol
- Thrasher
- Usual June
- Visions of Mana
- Windblown
- World of Goo 2

## Ganadores y nominados
Los nominados se anunciaron el 13 de noviembre de 2023. Todos los juegos lanzados al público el 17 de noviembre o antes podían optar al premio. Los nominados fueron seleccionados por un jurado compuesto por miembros de más de 100 medios de comunicación de todo el mundo. Jurados especializados decidieron los nominados en categorías como accesibilidad, adaptación y deportes electrónicos. Los ganadores se determinaron entre el jurado (90 por ciento) y la votación del público (10 por ciento); esta última se realizó a través de la web oficial y el servidor Discord hasta el 6 de diciembre. La excepción es el premio Players' Voice, totalmente nominado y votado por el público, cuya votación se abrió el 27 de noviembre. Según Keighley, el primer día de votación por Internet se registró un aumento del 73 % con respecto al año anterior.
The Game Awards se asoció con Nighttimes y Studio 568 para crear un mundo central dentro del juego en Fortnite, disponible desde el 14 de noviembre, que permitía a los jugadores votar por sus islas favoritas creadas por los usuarios entre diez nominadas; el ganador se anunció durante la ceremonia. Keighley había estado buscando crear más eventos en el juego desde que fue anfitrión de un programa en vivo en Fortnite en 2019, e intentó que en el futuro el programa pudiera verse en directo durante los partidos. En su opinión, era una técnica publicitaria más eficaz que el marketing tradicional, como las vallas publicitarias. Según Keighley, el hub mundial superó el millón de reproducciones en tres días, con más de 875.000 jugadores únicos.

### Premios
Los ganadores aparecen en primer lugar, resaltados en negrita e indicados con una doble daga (‡).

#### Medios
| Juego del año | Mejor dirección de juego |
| --- | --- |

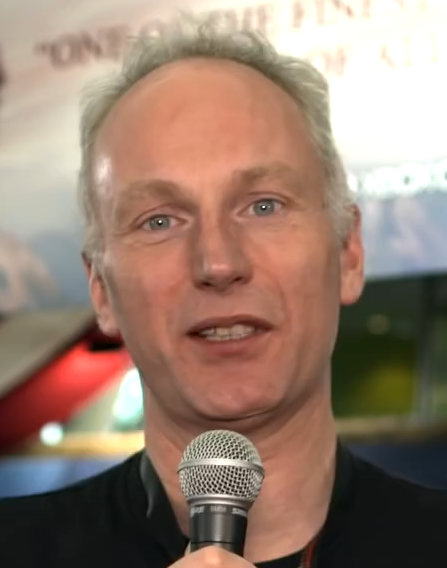
Swen Vincke aceptó el premio al Juego del Año por Baldur's Gate III.

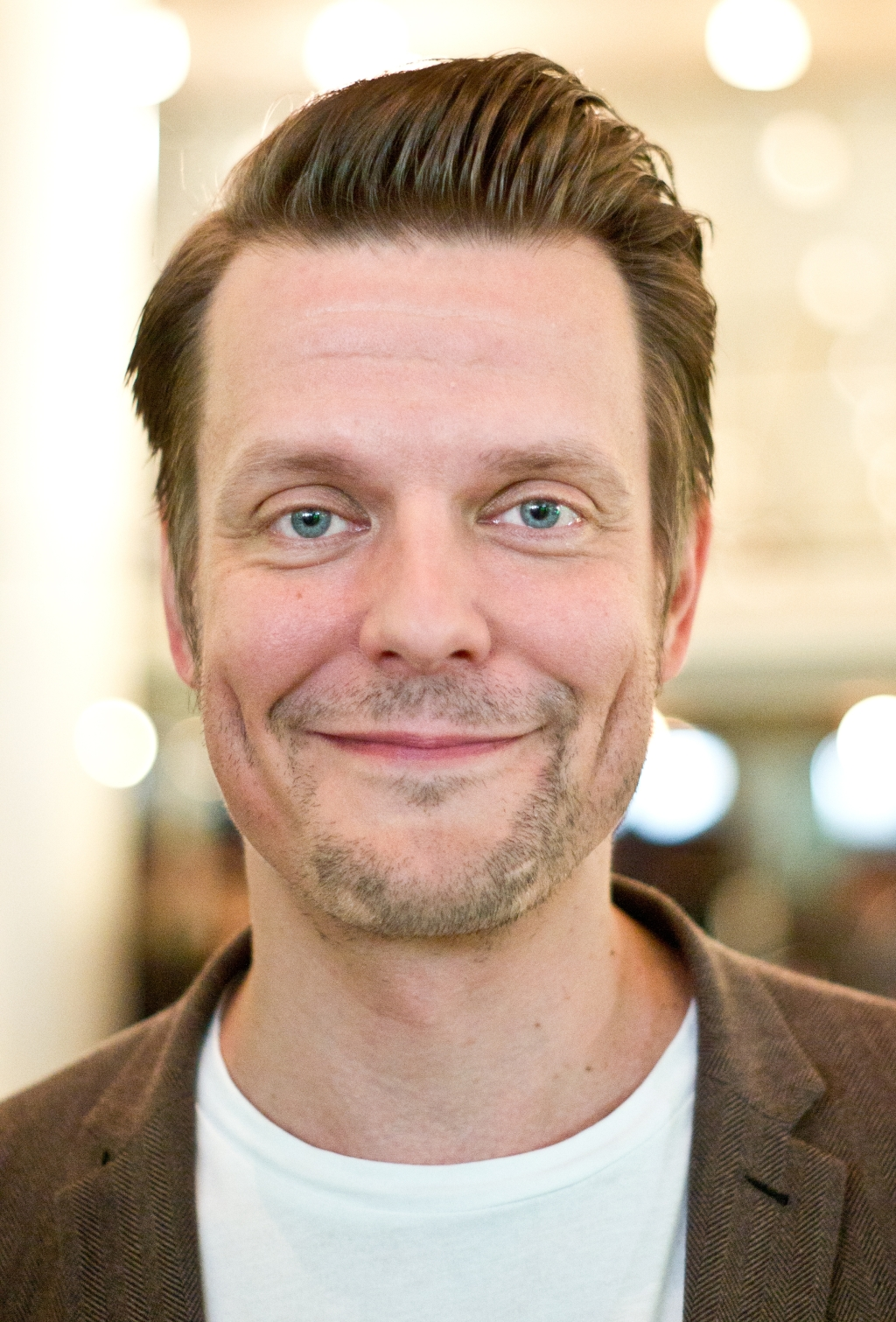
Sam Lake aceptó el premio a la mejor dirección de juego y a la mejor narrativa por Alan Wake 2.

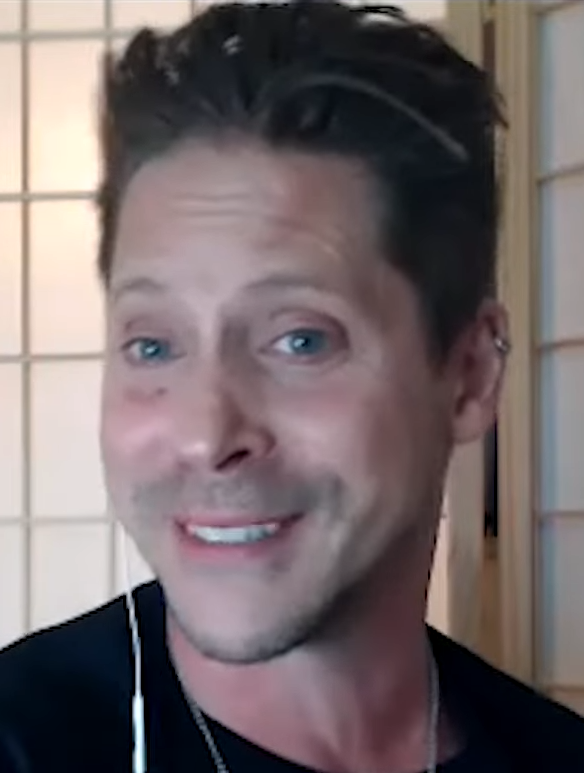
Neil Newbon ganó el premio a la mejor interpretación por su papel de Astarion en Baldur's Gate 3.

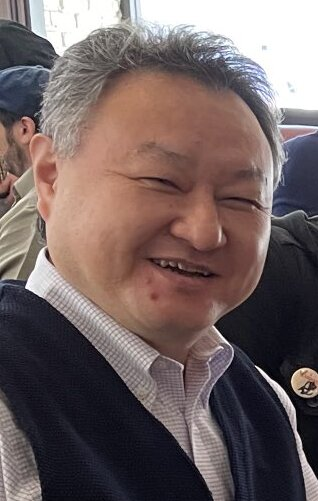
Shuhei Yoshida aceptó Games for Impact para Tchia.

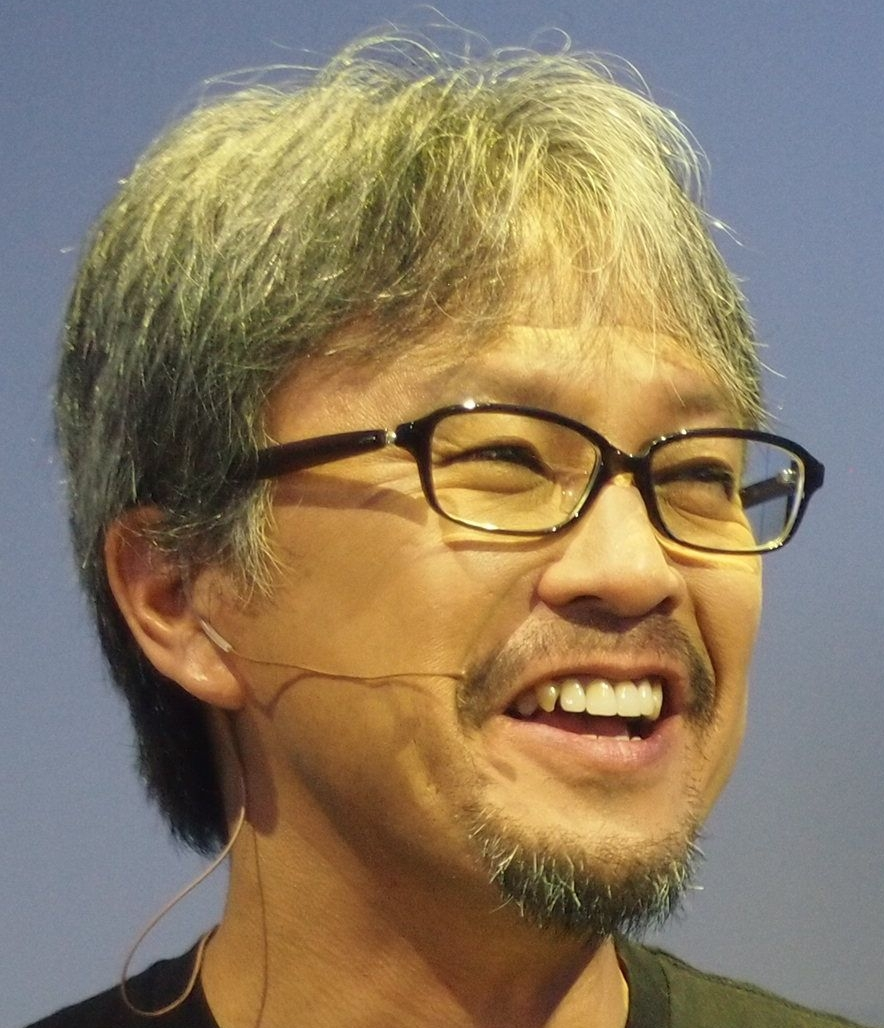
Eiji Aonuma aceptó el premio al Mejor Juego de Acción/Aventura por The Legend of Zelda: Tears of the Kingdom.

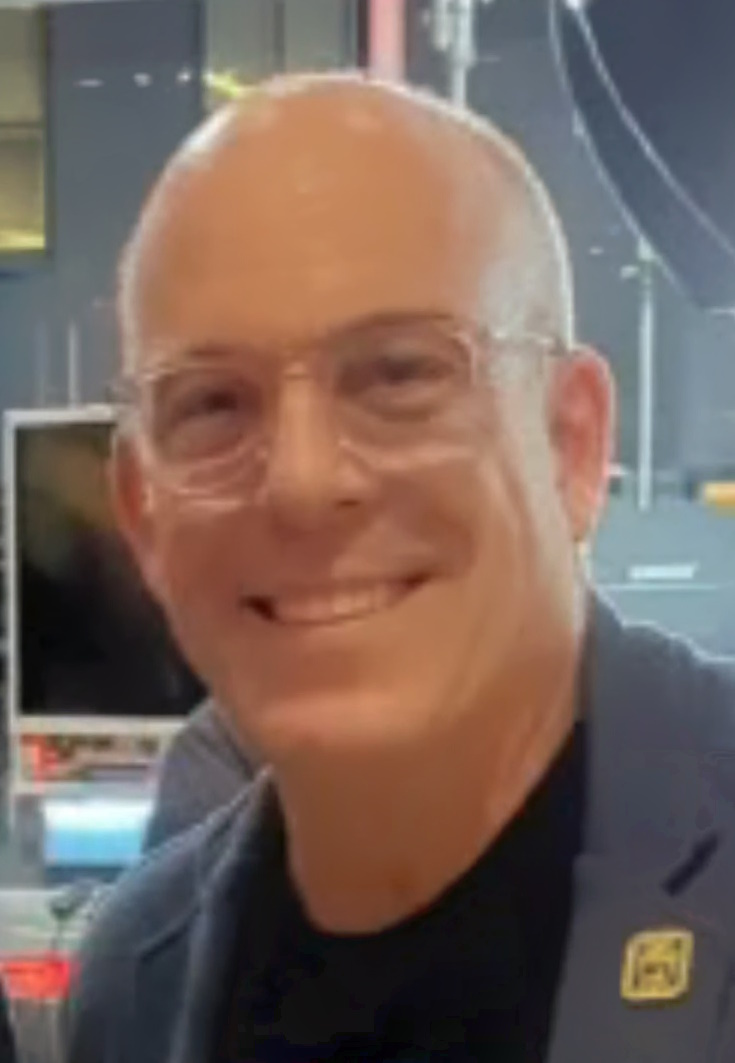
Doug Bowser aceptó el premio al mejor juego familiar por Super Mario Bros. Wonder.

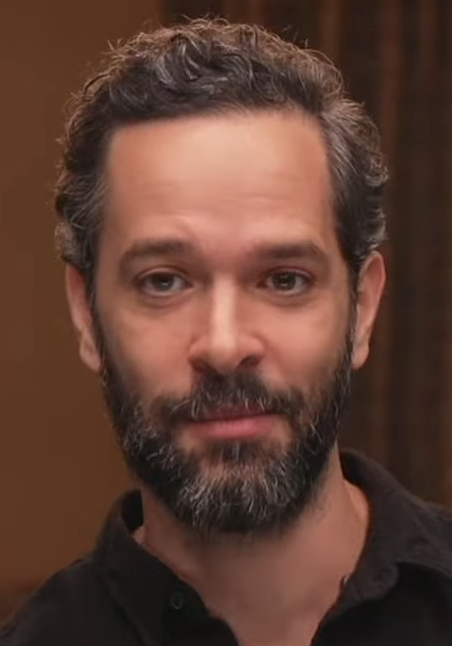
Neil Druckmann aceptó el premio a la mejor adaptación por The Last of Us junto a Asad Qizilbash.

| - Baldur's Gate III – Larian Studios ‡ - Alan Wake 2 – Remedy Entertainment / Epic Games Publishing - The Legend of Zelda: Tears of the Kingdom – Nintendo EPD / Nintendo - Marvel's Spider-Man 2 – Insomniac Games / Sony Interactive Entertainment - Resident Evil 4 – Capcom - Super Mario Bros. Wonder – Nintendo EPD / Nintendo                           | - Alan Wake 2 – Remedy Entertainment / Epic Games Publishing ‡ - Baldur's Gate III – Larian Studios - The Legend of Zelda: Tears of the Kingdom – Nintendo EPD / Nintendo - Marvel's Spider-Man 2 – Insomniac Games / Sony Interactive Entertainment - Super Mario Bros. Wonder – Nintendo EPD / Nintendo |
| Mejor narrativa | Mejor dirección artística |
| - Alan Wake 2 – Remedy Entertainment / Epic Games Publishing ‡ - Baldur's Gate III – Larian Studios - Cyberpunk 2077: Phantom Liberty – CD Projekt Red / CD Projekt - Final Fantasy XVI – Square Enix - Marvel's Spider-Man 2 – Insomniac Games / Sony Interactive Entertainment                                                                               | - Alan Wake 2 – Remedy Entertainment / Epic Games Publishing ‡ - Hi-Fi Rush – Tango Gameworks / Bethesda Softworks - The Legend of Zelda: Tears of the Kingdom – Nintendo EPD / Nintendo - Lies of P – Round8 Studio / Neowiz - Super Mario Bros. Wonder – Nintendo EPD / Nintendo |
| Mejor partitura y música | Mejor diseño de audio |
| - Final Fantasy XVI – Masayoshi Soken ‡ - Alan Wake 2 – Petri Alanko - Baldur's Gate III – Borislav Slavov - Hi-Fi Rush – Shuichi Kobori - The Legend of Zelda: Tears of the Kingdom – Nintendo | - Hi-Fi Rush – Tango Gameworks / Bethesda Softworks ‡ - Alan Wake 2 – Remedy Entertainment / Epic Games Publishing - Dead Space – Motive Studios / Electronic Arts - Marvel's Spider-Man 2 – Insomniac Games / Sony Interactive Entertainment - Resident Evil 4 – Capcom |
| Mejor actuación | Juegos de impacto |
| - Neil Newbon como Astarion – Baldur's Gate III ‡ - Idris Elba como Solomon Reed – Cyberpunk 2077: Phantom Liberty - Melanie Liburd como Saga Anderson – Alan Wake 2 - Yuri Lowenthal como Peter Parker / Spider-Man – Marvel's Spider-Man 2 - Cameron Monaghan como Cal Kestis – Star Wars Jedi: Survivor - Ben Starr como Clive Rosfield – Final Fantasy XVI | - Tchia – Awaceb / Kepler Interactive ‡ - A Space for the Unbound – Mojiken Studio / Toge Productions - Chants of Sennaar – Rundisc / Focus Entertainment - Goodbye Volcano High – KO_OP - Terra Nil – Free Lives / Devolver Digital - Venba – Visai Games |
| Mejor juego independiente | Mejor primer juego independiente |
| - Sea of Stars – Sabotage Studio ‡ - Cocoon – Geometric Interactive / Annapurna Interactive - Dave the Diver – Mintrocket - Dredge – Black Salt Games / Team17 - Viewfinder – Sad Owl Studios / Thunderful Publishing | - Cocoon – Geometric Interactive / Annapurna Interactive ‡ - Dredge – Black Salt Games / Team17 - Pizza Tower – Tour De Pizza - Venba – Visai Games - Viewfinder – Sad Owl Studios / Thunderful Publishing |
| Mejor juego en curso | Mejor apoyo comunitario |
| - Cyberpunk 2077 – CD Projekt Red / CD Projekt ‡ - Apex Legends – Respawn Entertainment / Electronic Arts - Final Fantasy XIV – Square Enix - Fortnite – Epic Games - Genshin Impact – miHoYo / HoYoverse | - Baldur's Gate III – Larian Studios ‡ - Cyberpunk 2077 – CD Projekt Red / CD Projekt - Destiny 2 – Bungie - Final Fantasy XIV – Square Enix - No Man's Sky – Hello Games |
| Mejor juego para móvil | Mejor juego VR / AR |
| - Honkai: Star Rail – miHoYo / HoYoverse ‡ - Final Fantasy VII: Ever Crisis – Applibot, Square Enix Creative Business Unit I / Square Enix - Hello Kitty Island Adventure – Sunblink - Monster Hunter Now – Niantic, Capcom - Terra Nil – Free Lives / Devolver Digital                                                                                        | - Resident Evil Village – Capcom ‡ - Gran Turismo 7 – Polyphony Digital / Sony Interactive Entertainment - Humanity – tha LTD. / Enhance Games - Horizon Call of the Mountain – Guerrilla Games, Firesprite / Sony Interactive Entertainment - Synapse – nDreams |
| Mejor juego de acción | Mejor juego de acción y aventura |
| - Armored Core VI: Fires of Rubicon – FromSoftware / Bandai Namco Entertainment ‡ - Dead Island 2 – Dambuster Studios / Deep Silver - Ghostrunner 2 – One More Level / 505 Games - Hi-Fi Rush – Tango Gameworks / Bethesda Softworks - Remnant 2 – Gunfire Games / Gearbox Publishing                                                                          | - The Legend of Zelda: Tears of the Kingdom – Nintendo EPD / Nintendo ‡ - Alan Wake 2 – Remedy Entertainment / Epic Games Publishing - Marvel's Spider-Man 2 – Insomniac Games / Sony Interactive Entertainment - Resident Evil 4 – Capcom - Star Wars Jedi: Survivor – Respawn Entertainment / Electronic Arts |
| Mejor juego de rol | Mejor juego de lucha |
| - Baldur's Gate III – Larian Studios ‡ - Final Fantasy XVI – Square Enix - Lies of P – Round8 Studio / Neowiz - Sea of Stars – Sabotage Studio - Starfield – Bethesda Game Studios / Bethesda Softworks | - Street Fighter 6 – Capcom ‡ - God of Rock – Modus Games - Mortal Kombat 1 – NetherRealm Studios / Warner Bros. Games - Nickelodeon All-Star Brawl 2 – Fair Play Labs / GameMill Entertainment - Pocket Bravery – Statera Studio / PQube |
| Mejor juego familiar | Mejor juego de simulación y estrategia |
| - Super Mario Bros. Wonder – Nintendo EPD / Nintendo ‡ - Disney Illusion Island – Dlala Studios / Disney Electronic Content - Party Animals – Recreate Games / Source Technology - Pikmin 4 – Nintendo EPD / Nintendo - Sonic Superstars – Arzest, Sonic Team / Sega                                                                                           | - Pikmin 4 – Nintendo EPD / Nintendo ‡ - Advance Wars 1+2: Re-Boot Camp – WayForward / Nintendo - Cities: Skylines II – Colossal Order / Paradox Interactive - Company of Heroes 3 – Relic Entertainment / Sega - Fire Emblem: Engage – Intelligent Systems / Nintendo |
| Mejor juego de deportes y carreras | Mejor juego multijugador |
| - Forza Motorsport – Turn 10 Studios / Xbox Game Studios ‡ - EA Sports FC 24 – EA Vancouver, EA Romania / EA Sports - F1 23 – Codemasters / EA Sports - Hot Wheels Unleashed 2: Turbocharged – Milestone - The Crew Motorfest – Ubisoft Ivory Tower / Ubisoft                                                                                                  | - Baldur's Gate III – Larian Studios ‡ - Diablo IV – Blizzard Team 3, Blizzard Albany / Blizzard Entertainment - Party Animals – Recreate Games / Source Technology - Street Fighter 6 – Capcom - Super Mario Bros. Wonder – Nintendo EPD / Nintendo |
| Innovación en accesibilidad | Mejor adaptación |
| - Forza Motorsport – Turn 10 Studios / Xbox Game Studios ‡ - Diablo IV – Blizzard Team 3, Blizzard Albany / Blizzard Entertainment - Hi-Fi Rush – Tango Gameworks / Bethesda Softworks - Marvel's Spider-Man 2 – Insomniac Games / Sony Interactive Entertainment - Mortal Kombat 1 – NetherRealm Studios / Warner Bros. Games - Street Fighter 6 – Capcom     | - The Last of Us (series de televisión) – PlayStation Productions / HBO; basado en The Last of Us de Sony Interactive Entertainment ‡ - Castlevania: Nocturne (serie de animación) – Powerhouse Animation / Netflix; basado en Castlevania de Konami - Gran Turismo (película) – PlayStation Productions / Sony Pictures Releasing; basado en Gran Turismo de Sony Interactive Entertainment - Super Mario Bros.: la película (película de animación) – Illumination, Nintendo / Universal Pictures; basado en Mario de Nintendo - Twisted Metal (serie de televisión) – PlayStation Productions / Peacock; basado en Twisted Metal de Sony Interactive Entertainment |
| Juego más esperado | Players' Voice |
| - Final Fantasy VII Rebirth – Square Enix Creative Business Unit I / Square Enix ‡ - Hades II – Supergiant Games - Like a Dragon: Infinite Wealth – Ryu Ga Gotoku Studio / Sega - Star Wars Outlaws – Massive Entertainment / Ubisoft - Tekken 8 – Bandai Namco Studios, Arika / Bandai Namco Entertainment                                                    | - Baldur's Gate 3 – Larian Studios ‡ - Cyberpunk 2077: Phantom Liberty – CD Projekt Red / CD Projekt - Genshin Impact – miHoYo / HoYoverse - The Legend of Zelda: Tears of the Kingdom – Nintendo EPD / Nintendo - Marvel's Spider-Man 2 – Insomniac Games / Sony Interactive Entertainment |

#### Deportes y creadores

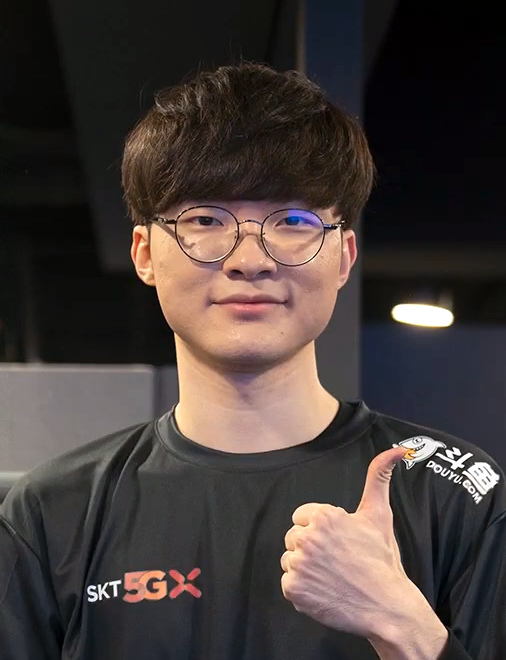
Lee «Faker» Sang-hyeok ganó el premio al Mejor Atleta de Esports.

Rémy «XTQZZZ» Quoniam, de Team Vitality, solicitó la retirada de su nominación a Mejor Entrenador de Esports por no haber dirigido ningún partido profesional en 2023.
| Mejor juego de deportes electrónicos | Mejor deportista de deportes electrónicos |
| --- | --- |
| - Valorant – Riot Games ‡ - Counter-Strike 2 – Valve - Dota 2 – Valve - League of Legends – Riot Games - PUBG Mobile – Lightspeed & Quantum Studio / Level Infinite | - Lee «Faker» Sang-hyeok (T1, League of Legends) ‡ - Phillip «ImperialHal» Dosen (TSM, Apex Legends) - Mathieu «ZywOo» Herbaut (Team Vitality, Counter-Strike: Global Offensive) - Park «Ruler» Jae-hyuk (JD Gaming, League of Legends) - Max «Demon1» Mazanov (Evil Geniuses, Valorant) - Paco «HyDra» Rusiewiez (New York Subliners, Call of Duty) |
| Mejor equipo de deportes electrónicos | Mejor entrenador de deportes electrónicos |
| - JD Gaming (League of Legends) ‡ - Evil Geniuses (Valorant) - Fnatic (Valorant) - Gaimin Gladiators (Dota 2) - Team Vitality (Counter-Strike 2)                    | - Christine «potter» Chi (Evil Geniuses, Valorant) ‡ - Jordan «Gunba» Graham (Florida Mayhem, Overwatch 2) - Rémy «XTQZZZ» Quoniam (Team Vitality, Counter-Strike: Global Offensive) - Danny «zonic» Sørensen (Team Vitality, Counter-Strike: Global Offensive) - Yoon «Homme» Sung-young (JD Gaming, League of Legends)                             |
| Mejor evento de deportes electrónicos | Creador de contenidos del año |
| - Campeonato Mundial de League of Legends 2023 ‡ - BLAST.tv Paris Major 2023 - Evo 2023 - The International 2023 - Valorant Champions de 2023                       | - Ironmouse ‡ - People Make Games - Quackity - Spreen - SypherPK |

### Múltiples nominaciones y premios

#### Varias nominaciones
Baldur's Gate III encabezó la lista con nueve nominaciones, seguido de Alan Wake 2 y Marvel's Spider-Man 2, con ocho cada uno. Nintendo lideró a los editores con 15 nominaciones, seguido de Sony Interactive Entertainment con 10. Además de los editores de videojuegos, PlayStation Productions recibió tres nominaciones por sus productos de cine y televisión en la categoría de Mejor Adaptación, y Sony Pictures Television recibió dos.
| Candidaturas | Juego                                     |
| ------------ | ----------------------------------------- |
| 9            | Baldur's Gate III                         |
| 8            | Alan Wake 2                               |
| 8            | Marvel's Spider-Man 2                     |
| 6            | The Legend of Zelda: Tears of the Kingdom |
| 5            | Cyberpunk 2077                            |
| 5            | Hi-Fi Rush                                |
| 5            | Super Mario Bros. Wonder                  |
| 4            | Final Fantasy XVI                         |
| 3            | Resident Evil 4                           |
| 3            | Street Fighter 6                          |
| 2            | Cocoon                                    |
| 2            | Diablo IV                                 |
| 2            | Dredge                                    |
| 2            | Final Fantasy XIV                         |
| 2            | Forza Motorsport                          |
| 2            | Genshin Impact                            |
| 2            | Lies of P                                 |
| 2            | Mortal Kombat 1                           |
| 2            | Party Animals                             |
| 2            | Pikmin 4                                  |
| 2            | Sea of Stars                              |
| 2            | Star Wars Jedi: Survivor                  |
| 2            | Terra Nil                                 |
| 2            | Venba                                     |
| 2            | Viewfinder                                |

| Candidaturas | Editorial                      |
| ------------ | ------------------------------ |
| 15           | Nintendo                       |
| 10           | Sony Interactive Entertainment |
| 9            | Epic Games                     |
| 9            | Larian Studios                 |
| 8            | Capcom                         |
| 8            | Square Enix                    |
| 6            | Bethesda Softworks             |
| 5            | CD Projekt                     |
| 4            | Electronic Arts                |
| 4            | Riot Games                     |
| 4            | Sega                           |
| 3            | HoYoverse                      |
| 2            | Annapurna Interactive          |
| 2            | Bandai Namco Entertainment     |
| 2            | Blizzard Entertainment         |
| 2            | Devolver Digital               |
| 2            | EA Sports                      |
| 2            | Neowiz                         |
| 2            | Sabotage Studio                |
| 2            | Source Technology              |
| 2            | Team17                         |
| 2            | Thunderful Publishing          |
| 2            | Ubisoft                        |
| 2            | Visai Games                    |
| 2            | Warner Bros. Games             |
| 2            | Xbox Game Studios              |

#### Múltiples premios
Baldur's Gate III (Larian Studios) lideró la feria con seis victorias, seguido de Alan Wake 2 (Epic Games), con tres, y Forza Motorsport (Xbox Game Studios), con dos. Nintendo también se llevó tres premios, mientras que Capcom y Square Enix ganaron dos.
| Premios | Juego             |
| ------- | ----------------- |
| 6       | Baldur's Gate III |
| 3       | Alan Wake 2       |
| 2       | Forza Motorsport  |

| Premios | Editor            |
| ------- | ----------------- |
| 6       | Larian Studios    |
| 3       | Epic Games        |
| 3       | Nintendo          |
| 2       | Capcom            |
| 2       | Square Enix       |
| 2       | Xbox Game Studios |

## Presentadores y artistas

### Presentadores
Las siguientes personas, enumeradas por orden de aparición, presentaron premios o tráileres. Todos los demás premios fueron presentados por Keighley o Goodman.
| Nombre              | Papel                                                                                             |
| ------------------- | ------------------------------------------------------------------------------------------------- |
| Christopher Judge   | Entrega del premio a la mejor interpretación                                                      |
| Matthew McConaughey | Presentado el tráiler de anuncio de Exodus                                                        |
| Melina Juergens     | Presentado el intérprete Heilung                                                                  |
| Ed Boon             | Entrega del premio a la mejor narrativa                                                           |
| Ikumi Nakamura      | Presentado el tráiler de anuncio de Kemuri                                                        |
| Gonzo               | Presentado el premio al mejor juego independiente debutante                                       |
| Hideo Kojima        | Presentado el tráiler de anuncio de OD                                                            |
| Jordan Peele        | Presentado el tráiler de anuncio de OD                                                            |
| Zedd                | Entrega del premio al mejor diseño de audio                                                       |
| Rebecca Ford        | Presentado el tráiler de juego de Warframe: Whispers in the Walls                                 |
| Megan Everett       | Presentado el tráiler de juego de Warframe: Whispers in the Walls                                 |
| Caroline Marchal    | Entrega del premio Games for Impact                                                               |
| Abubakar Salim      | Presentado el tráiler de anuncio de Tales of Kenzera: Zau                                         |
| Dinga Bakaba        | Presentado el tráiler de anuncio de Marvel's Blade                                                |
| Bill Roseman        | Presentado el tráiler de anuncio de Marvel's Blade                                                |
| Anthony Mackie      | Entrega del premio al mejor juego continuo                                                        |
| Steve C. Martin     | Presentado el tráiler de anuncio de Last Sentinel                                                 |
| David Harewood      | Introducido intérprete Old Gods of Asgard                                                         |
| Ulf Andersson       | Presentados el tráiler gratuito de fin de semana de GTFO y el tráiler de anuncio de Den of Wolves |
| Matthew Mercer      | Presentado el tráiler de lanzamiento de Asgard's Wrath 2                                          |
| Walton Goggins      | Entrega del premio a la mejor adaptación                                                          |
| Aaron Moten         | Entrega del premio a la mejor adaptación                                                          |
| Ella Purnell        | Entrega del premio a la mejor adaptación                                                          |
| Sean Murray         | Presentado el tráiler de anuncio de Light No Fire                                                 |
| Simu Liu            | Presentado el tráiler de la historia y la jugabilidad de Stormgate                                |
| Simu Liu            | Entrega del premio al mejor juego de acción y aventura                                            |
| Vince Zampella      | Entrega del premio a la mejor dirección de juego                                                  |
| Gustav Tilleby      | Presentado el tráiler de lanzamiento de The Finals                                                |
| Ryōzō Tsujimoto     | Presentado el tráiler de anuncio de Monster Hunter Wilds                                          |
| Timothée Chalamet   | Entrega del premio al Juego del Año                                                               |

### Artistas
Las siguientes personas o grupos interpretaron números musicales. Pedro Eustache, que se dio a conocer como «el tío de la flauta» durante la ceremonia de 2022, volvió a actuar como parte de la orquesta de los Game Awards.
| Nombre                      | Canción               | Juego(s)                                  |
| --------------------------- | --------------------- | ----------------------------------------- |
| Heilung                     | «Seidh»               | Senua's Saga: Hellblade II                |
| Orquesta de los Game Awards | «No Promises to Keep» | Final Fantasy VII Rebirth                 |
| Loren Allred                | «No Promises to Keep» | Final Fantasy VII Rebirth                 |
| David Harewood              | «Herald of Darkness»  | Alan Wake 2                               |
| Sam Lake                    | «Herald of Darkness»  | Alan Wake 2                               |
| Old Gods of Asgard          | «Herald of Darkness»  | Alan Wake 2                               |
| Matthew Porretta            | «Herald of Darkness»  | Alan Wake 2                               |
| Ilkka Villi                 | «Herald of Darkness»  | Alan Wake 2                               |
| Orquesta de los Game Awards | Juego del Año         | Alan Wake 2                               |
| Orquesta de los Game Awards | Juego del Año         | Baldur's Gate III                         |
| Orquesta de los Game Awards | Juego del Año         | The Legend of Zelda: Tears of the Kingdom |
| Orquesta de los Game Awards | Juego del Año         | Marvel's Spider-Man 2                     |
| Orquesta de los Game Awards | Juego del Año         | Resident Evil 4                           |
| Orquesta de los Game Awards | Juego del Año         | Super Mario Bros. Wonder                  |

## Recepción

### Candidatos
A algunos periodistas les sorprendieron las cuatro nominaciones de Cyberpunk 2077 —el doble de las que obtuvo en 2021—, sobre todo por el problemático lanzamiento del juego. Muchos consideraron inoportuna la nominación de Destiny 2 al Mejor Apoyo de la Comunidad, ya que llegaba semanas después de los despidos en la desarrolladora Bungie, incluyendo a gran parte de su equipo de comunidad. Los periodistas consideraron que se habían pasado por alto varias interpretaciones y sugirieron que el premio a la mejor interpretación se dividiera en interpretaciones principales y secundarias para ampliar su alcance. Stacey Henley de TheGamer considera incongruente que Pizza Tower haya sido nominado como mejor juego independiente debutante, pero no como mejor juego independiente.
La ausencia de nominaciones para Chained Echoes fue señalada como un fallo en el periodo de elegibilidad de los juegos lanzados el diciembre anterior; algunos escritores opinaron que el programa tenía un sesgo de recencia, ya que la mitad de los nominados a Juego del Año se publicaron en octubre. Muchos periodistas y jugadores destacaron la única nominación de Starfield, un juego de éxito de un desarrollador reputado, aunque algunos lo consideraron apropiado debido a la menor calidad del juego en comparación con su competencia. La falta de nominaciones para Hogwarts Legacy fue igualmente destacada, y algunos citaron la división del juego como una posible razón, aunque otros opinaron que se debía a su relativa calidad. Algunos lamentaron la omisión de Octopath Traveler 2, y otros consideraron que Final Fantasy XVI no había sido nominado a Juego del Año.
Varios periodistas y espectadores se mostraron confusos ante la nominación de Dave the Diver como mejor juego independiente, ya que su desarrollador, Mintrocket, es una filial de la gran empresa Nexon, que anteriormente había afirmado que el juego «no era necesariamente» indie; Henley de TheGamer escribió que Baldur's Gate 3 era «técnicamente un juego totalmente independiente», pero que probablemente no se consideró elegible debido al número de empleados del desarrollador Larian Studios y al uso de una propiedad intelectual existente. En respuesta, Keighley dijo que «independiente puede significar cosas diferentes para personas diferentes» y optó por permitir que el jurado decidiera las selecciones finales. Jade King de TheGamer calificó Games for Impact de «casillero en el que meter todos los juegos diversos», ya que cuatro de sus seis nominados no recibieron ninguna otra candidatura, y opinó que normalmente se limitaba a juegos independientes a pesar de que otros cumplían los criterios.

### Ceremonia
Antes de la ceremonia, más de 3 000 miembros de la industria del juego, entre ellos 79 anteriores ganadores de la Future Class —más de la mitad de los 150 miembros hasta la fecha—firmaron una carta abierta en la que pedían que se leyera una declaración durante la gala en la que se abordara la actual crisis humanitaria de Gaza, se apoyaran los derechos de los palestinos y se pidiera un alto el fuego, y se solicitara a la industria que abordara la deshumanización de las personas del sudoeste asiático y el norte de África y su representación como villanos o terroristas en los juegos. El autor de la carta, Younès Rabii, galardonado con el premio Future Class 2021, declaró que estaba motivada por la retirada de Meg Jayanth como presentadora de los Golden Joystick Awards en octubre, tras prohibírsele hacer una declaración sobre los palestinos. Ana Valens de The Mary Sue, lamentó la falta de respuesta del programa y Garrett Martin de Paste lo criticó por «cobarde». Alice Bell de Rock Paper Shotgun consideró que el programa sólo habría expresado su apoyo si «fuera una postura rentable en lugar de moral». Tras la ceremonia, los promotores de los nominados Goodbye Volcano High y Venba dijeron que habían planeado reconocer la crisis en sus discursos de aceptación. Keighley habló con los miembros de la Future Class después del espectáculo; algunos miembros consideraron que se había desviado y que no estaba preparado, mientras que otros consideraron que la reunión había sido productiva y esperanzadora. Los miembros hicieron una presentación a Keighley y Bouchac en diciembre sobre sus experiencias negativas en el programa y la falta de recursos y oportunidades a lo largo del año; algunos consideraron que sus quejas se tomaron en serio y que, en consecuencia, el programa mejoró.

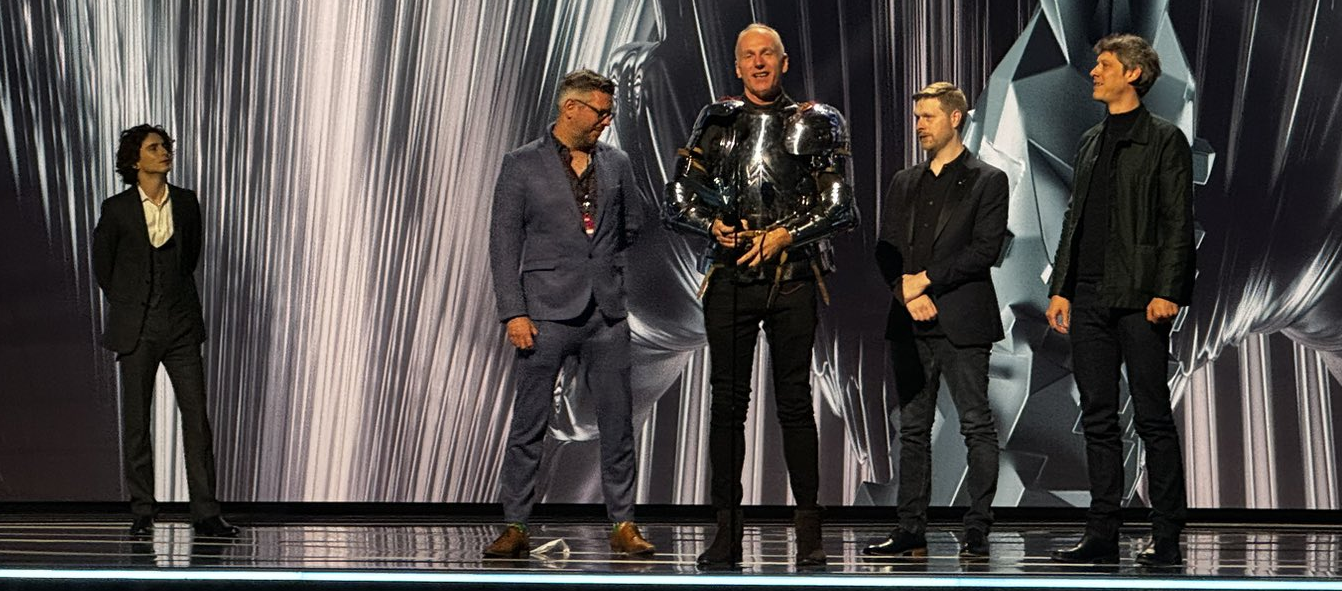
El programa fue criticado por dar prioridad a famosos como Timothée Chalamet (izquierda) frente a los nominados y para limitar el tiempo de los discursos de aceptación, como el de Larian Studios (derecha) al Juego del Año.

La ceremonia fue criticada por dar prioridad a los anuncios y a los invitados famosos frente a los nominados y ganadores. Algunos periodistas consideraron que esto quedaba representado por el hecho de que el actor Timothée Chalamet presentara el Juego del Año en lugar de un desarrollador de juegos. El director de Obsidian Entertainment, Josh Sawyer, calificó el programa de «vergonzosa acusación de un segmento de la industria desesperado por la validación a través del poder de las estrellas, con poco respeto por los desarrolladores a los que supuestamente honra». Chris Tapsell de Eurogamer cree que las futuras ceremonias deberían reflejar los objetivos de su propia industria en lugar de buscar la validación y relevancia de otros. Andy Robinson de Video Games Chronicle empatizó con los retos del equipo de producción y consideró que el programa era uno de los mejores hasta la fecha, pero que adolecía de problemas de duración y organización. Dean Takahashi de VentureBeat consideró que el espectáculo «estuvo a la altura de la reputación de ser... los Oscar de los videojuegos». Algunos comentaristas consideraron que lo más destacado fue la actuación de Old Gods of Asgard y Abubakar Salim anunciando Tales of Kenzera: Zau en memoria de su difunto padre.
Los periodistas consideraron una falta de respeto que se concedieran varios minutos para hablar a los invitados famosos, incluidos más de seis minutos para Hideo Kojima y Jordan Peele mientras que a los ganadores se les asignaron treinta segundos antes de que se les pidiera que «terminaran» y se les cortara con música, y otros fueron relegados al preshow o anunciados en rápida sucesión sin discursos de aceptación. Liam Nolan de The Escapist calculó que los discursos de los ganadores duraron en total menos de 11 minutos, frente a la media de 30 minutos de los Oscar. Los comentaristas citaron al ganador del premio a la mejor interpretación, Neil Newbon, que se cortó mientras hablaba de las sentidas respuestas de los jugadores a su trabajo, y al ganador del premio al mejor juego del año, Swen Vincke, mientras rendía homenaje a su colega fallecido, y le pareció irrespetuoso teniendo en cuenta que varios de los aceptados hablan inglés como segunda lengua. Keighley dijo que pidió a su equipo que suavizara la norma durante el programa y reconoció que se abordaría en el futuro. GameSpot e IGN publicaron los discursos de los ganadores que no pudieron aceptar en la feria.

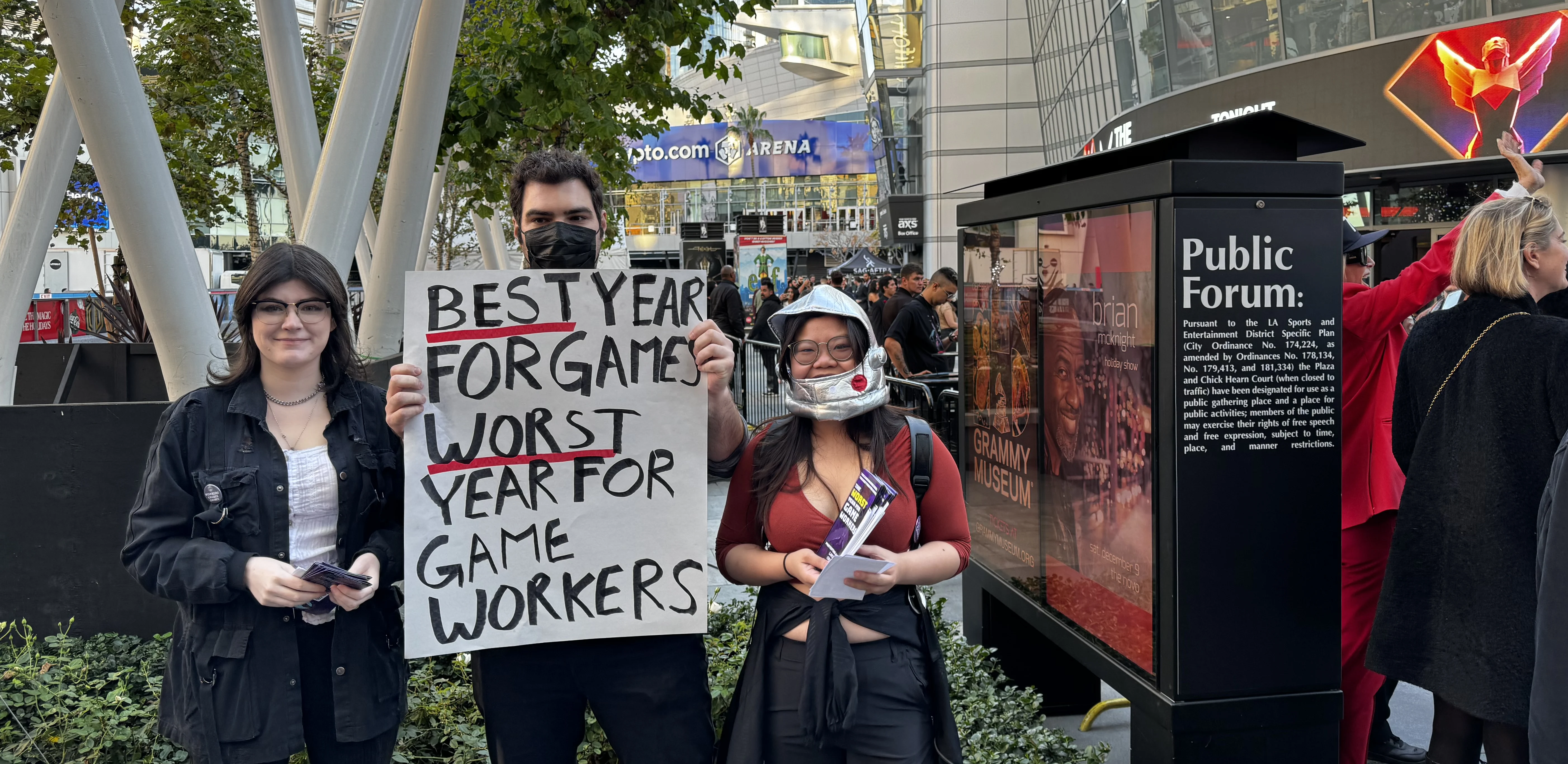
El espectáculo fue objeto de piquetes de manifestantes pro-obreros que abogaban por la sindicalización.

Los críticos lamentaron que el programa no reconociera los despidos masivos de la industria del videojuego; A Rachel Kaser de VentureBeat le pareció especialmente decepcionante, teniendo en cuenta que el programa se centra en los profesionales de la industria del cine y la televisión, y Ash Parrish de The Verge escribió que «Keighley defraudó a los desarrolladores de videojuegos». Issy van der Velde de Dot Esports lo calificó de «decepcionante, pero no del todo inesperado», teniendo en cuenta el historial del programa de evitar el reconocimiento. Chris Kerr de Game Developer criticó el discurso inaugural de Keighley por hacer un llamamiento a la unidad pero no abordar el tema de los despidos, y opinó que el certamen debería dedicar «menos tiempo a perseguir una hueca sensación de legitimidad y organizar un escaparate con la conciencia cultural y la humanidad de un desvergonzado anuncio de la Super Bowl». La ceremonia fue objeto de piquetes de manifestantes a favor de la sindicalización, entre ellos miembros de Game Workers of Southern California y SAG-AFTRA; en un piquete se leía: «El mejor año para los juegos, el peor para los trabajadores del sector».
Algunos desarrolladores de Call of Duty criticaron la broma del presentador Christopher Judge de que su discurso de aceptación de los 2022 era más largo que la campaña de historia para un solo jugador de Call of Duty: Modern Warfare III (2023). Desarrolladores actuales y anteriores contraatacaron citando el mayor éxito comercial de Call of Duty, aunque algunos borraron sus respuestas y dijeron que respetaban God of War, en el que Judge interpreta a Kratos. Barry Sloane, que interpreta al Capitán Price de Modern Warfare, criticó de forma similar la broma de Judge, pero más tarde escribió «todo vale en los juegos y en la guerra» y elogió su actuación. Darcy Sandall de Sledgehammer Games consideró inesperada la broma de Judge «por parte de un colega, en un evento que  [sic] se supone que celebra los logros de este año en los juegos», sobre todo a la luz de los informes sobre su desarrollo que implican crunch.

### Audiencia

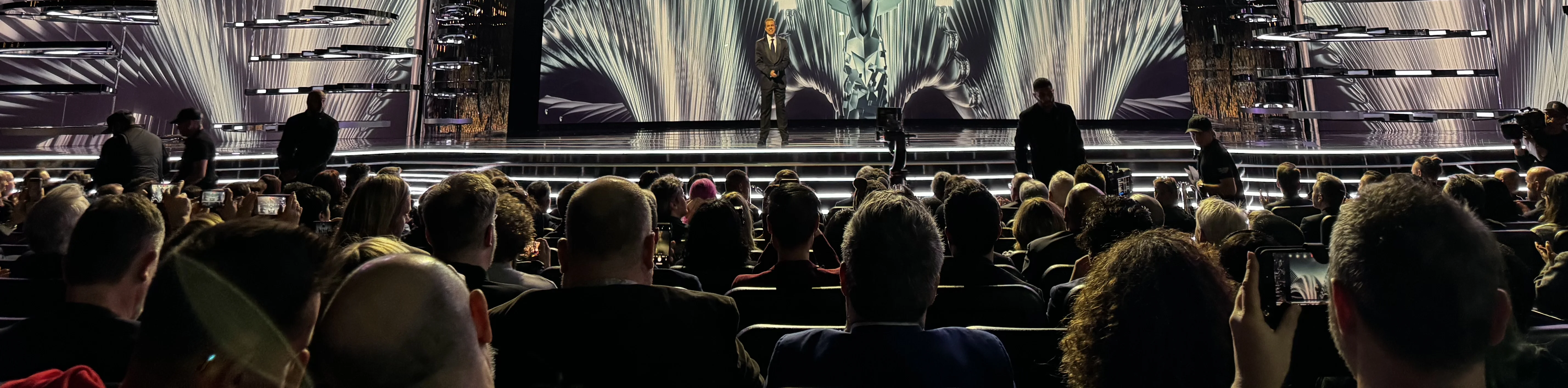
El público presencial de The Game Awards 2023 en el Peacock Theater

Se calcula que 118 millones de telespectadores siguieron la ceremonia, el mayor número en la historia del programa hasta la fecha y un aumento del 15 % respecto al año anterior. Más de 17 000 creadores de contenidos retransmitieron el evento, 13 680 de ellos en Twitch (un 24 % más) y 4 000 en YouTube. En Twitch, el espectáculo alcanzó un máximo de 1,94 millones de espectadores simultáneos y registró un aumento del 10 % en el tiempo total de visionado. La extensión «Twitch Predicts The Game Awards» alcanzó casi cuatro millones de visitas, con 330.000 espectadores simultáneos. En YouTube, la ceremonia batió un récord de audiencia con un pico de 1,7 millones de espectadores simultáneos, un 35 % más, y más de 900 000 en el canal oficial, un 53 % más.